# Jeorjos Pilidis
Jeorjos Pilidis (gr. Γεώργιος Πηλίδης; ur. 21 stycznia 2000) – grecki zapaśnik walczący w stylu wolnym. Olimpijczyk z Tokio 2020, gdzie zajął piętnaste miejsce w kategorii 65 kg.
Dwudziesty w Pucharze Świata indywidualnie w 2020. Piąty w mistrzostwach Europy w 2020.
Mistrz świata U-23 w 2021. Wicemistrz Europy U-23 w 2019 i trzeci w 2018. Wicemistrz świata kadetów w 2015, 2016 i trzeci w 2017. Mistrz Europy kadetów w 2016 i 2017 roku.